# Novantinoe fulvopicta
Novantinoe fulvopicta är en skalbaggsart som först beskrevs av Bates 1885.  Novantinoe fulvopicta ingår i släktet Novantinoe och familjen långhorningar.
Artens utbredningsområde är Guatemala. Inga underarter finns listade i Catalogue of Life.